# Loral Have Dash
Il Loral Have Dash II è stato un missile aria-aria dotato di caratteristiche stealth, sviluppato dall'azienda statunitense Loral Corporation nel corso degli anni novanta del XX secolo e rimasto allo stadio di prototipo.

## Storia del progetto
Nel corso degli anni novanta del XX secolo la Aeronutronics Division della Ford Aerospace avviò il progetto di un nuovo missile aria-aria, dotato di caratteristiche stealth, che doveva armare i nuovi caccia intercettori. Il concetto, designato Have Dash I, era stato sviluppato dall'USAF Armament Laboratory tra il 1985 e il 1988,  ed ampiamente studiato ma non si era riuscito a produrre alcun modello volante.
Il successivo programma Have Dash II fu avviato per sostituire l'AIM-120 AMRAAM allora in servizio, e destinato ad essere utilizzato nelle stive armi, ma anche sui piloni esterni, dai nuovi Advanced Tactical Fighter YF-22 e YF-23.

## Tecnica
Il missile aria-aria Have Dash II aveva un corpo a sezione trapezoidale, costruito in materiale composito, con una ogiva conica di tipo tradizionale. Questo era inteso sia per ridurre la sezione trasversale radar del missile (RCS) sia a resistere al calore sviluppate dalle velocità ipersoniche, poiché il missile doveva raggiungere una velocità di Mach 5. La forma del corpo permetteva di sviluppare una buona portanza aerodinamica ("lifting body") e raggiungere un’ottima maneggevolezza, effettuando manovre di virata con rollio ("bank-to-turn") come un velivolo. In coda era dotato di impennaggi cruciformi.

## Impiego operativo
Sui tre prototipi costruiti recuperabili lo Have Dash II utilizzava i motori a razzo a propellente solido Rocketdyne Mk 58, dello stesso tipo utilizzati dal missile AIM-7 Sparrow. Si prevedeva che se costruito in serie, il missile fosse alimentato da uno statoreattore (ramjet) , e usasse un sistema di guida di tipo dual-mode con un sistema di navigazione inerziale durante la fase di crociera del volo ed un sensore di ricerca agli infrarossi e un radar SAHR (Semi-active radar homing) per la guida terminale.
Le prime prove di volo del prototipo avvennero nel corso del 1992, condotte con lancio da un caccia General Dynamics F-16 Fighting Falcon. Nessuno dei risultati dei tiri di prova è stato declassificato, ma lo sviluppo del missile non fu portato a completamento.

### Annotazioni
1. ↑  Il concorso Advanced Tactical Fighter (ATF) fu poi vinto dal Lockheed F-22 Raptor.

### Fonti
1. ↑  Coniglio 2016, p. 38.
2. 1 2 3  Williams, Grace 2017, pp. 58-60.
3. 1 2 3 4 5 6  Popular Mechanics n.3, march 1990, p. 18.
4. 1 2  "Have Dash II: Development Test and Evaluation of an Advanced Air-To-Air Missile Concept". Society of Experimental Test Pilots Symposium Proceedings, Volumes 36–37, p. 159.
5. 1 2 3 4 5  Have Dash II bank-to-turn technology may be valuable for AMRAAM, in Defense Daily, 21 April 1992.

### Pubblicazioni
- Sergio Coniglio, Have Dash II, il missile aria-aria mancato (per ora...), in Rivista Italiana Difesa, n. 12, Firenze, Giornalistica Riviera Soc. Coop. a.r.l., dicembre 2016,  p. 38.
- Dan Abe, Hyersonic Air-To-Air Missile, in Popular Mechanics, vol. 167, n. 3, New York, The Hearst Corporation, march 1990,  p. 18.